# Rosazia
Rosazia település Franciaországban, Corse-du-Sud megyében. Lakosainak száma 52 fő (2022. január 1.). Rosazia Arbori, Lopigna, Murzo, Poggiolo és Salice községekkel határos.

## Népesség
A település népessége az elmúlt években az alábbi módon változott:
| Lakosok száma | 124  | 71   | 65   | 55   | 55   | 52   | 49   | 49   | 50   | 52   |
|               | 1968 | 1982 | 1990 | 2006 | 2013 | 2015 | 2017 | 2019 | 2020 | 2022 |